# 日本丸館
日本丸館（にほんがんかん）は、大分県日田市豆田上町にある、「日本丸（にほんがん）」に関する資料館である。店舗名は岩尾薬舗（いわおやくほ）。岩尾薬局とも呼ばれる。
明治から昭和初期の建築物や製薬資料、生活遺産品などが公開・展示されている。

## 歴史
安政2年（1855年）に14代岩尾半蔵が「伏見屋岩尾古雲堂」を開業。明治20年（1887年）に15代岩尾昭太郎が特効薬「日本丸（にっぽんがん・にほんがん）」の製造販売を開始。東京・大阪・名古屋・京城（ソウル）に支店を構えシェアを広めるも、戦後は原材料であるジャコウやサイカクの供給が困難となり、昭和40年代に「日本丸」の製造を中止し店舗も縮小した。
1993年（平成5年）に資料館「日本丸館」を開館した。

## 建築
木造3階建、城郭建築を思わせる外観から「豆田の天守閣」の異名を持つ。明治・大正期築造で、当初は総二階造り（重箱造り）であったが、1926年（大正15年）に入母屋銅板葺の展望楼が本舗3階に増築された。母屋1階書斎は江戸後期築造と言われる。母屋2階には庭があり、かつては噴水が設けられていたという。
1992年（平成4年）には日田市の都市景観建築指定第1号に登録、2003年（平成15年）に「岩尾家住宅（旧日本丸製薬所）」として国の登録有形文化財に登録されている。